# Otto Nordenskjöld
Nils Otto Gustaf Nordenskjöld (ur. 6 grudnia 1869 w Sjögelö w Smalandii, zm. 2 czerwca 1928 w Göteborgu) – szwedzki geolog, geograf i badacz polarny, kierownik Szwedzkiej Wyprawy Antarktycznej (1901–1904).

## Życiorys
Nils Otto Gustaf Nordenskjöld urodził się 6 grudnia 1869 roku w Sjögelö w Smalandii. Jego ojcem był pułkownik Otto Gustaf Nordenskjöld a matką Anna Elisabet Sofia Nordenskiöld. Był bratankiem szwedzkiego polarnika Adolfa Erika Nordenskiölda (1832–1901) , który jako pierwszy człowiek przepłynął Przejście Północno-Wschodnie z północnej Norwegii do Cieśniny Beringa.
Od 1886 roku studiował na uniwersytecie w Uppsali, a w 1893 roku spędził semestr zimowy na uniwersytecie w Greifswaldzie .
W 1894 roku został wykładowcą mineralogii i geologii na uniwersytecie w Uppsali.

### Ekspedycja w okolice Cieśniny Magellana
W latach 1895–1897 poprowadził wyprawę geologiczną do Ameryki Południowej, gdzie prowadził obszerne badania z zakresu glacjologii na terenie Patagonii i Ziemi Ognistej . Badania Nordenskjöld przyniosły cenne informacje dotyczące rozmieszczenia lodowców w Patagonii . Wyniki swoich badań opublikował w trzy tomowej pracy i wydanym w 1898 roku dzienniku Från Eldslandet. Skildringar från den svenska expeditionen till Magellansländerna 1895–97 .
W 1898 roku uczestniczył w wyprawie do Klondike w Ameryce Północnej a dwa lata później w duńskiej ekspedycji na wschodnią Grenlandię, kierowanej przez duńskiego polarnika Georga Carla Amdrupa (1866–1947) .

### Szwedzka Wyprawa Antarktyczna

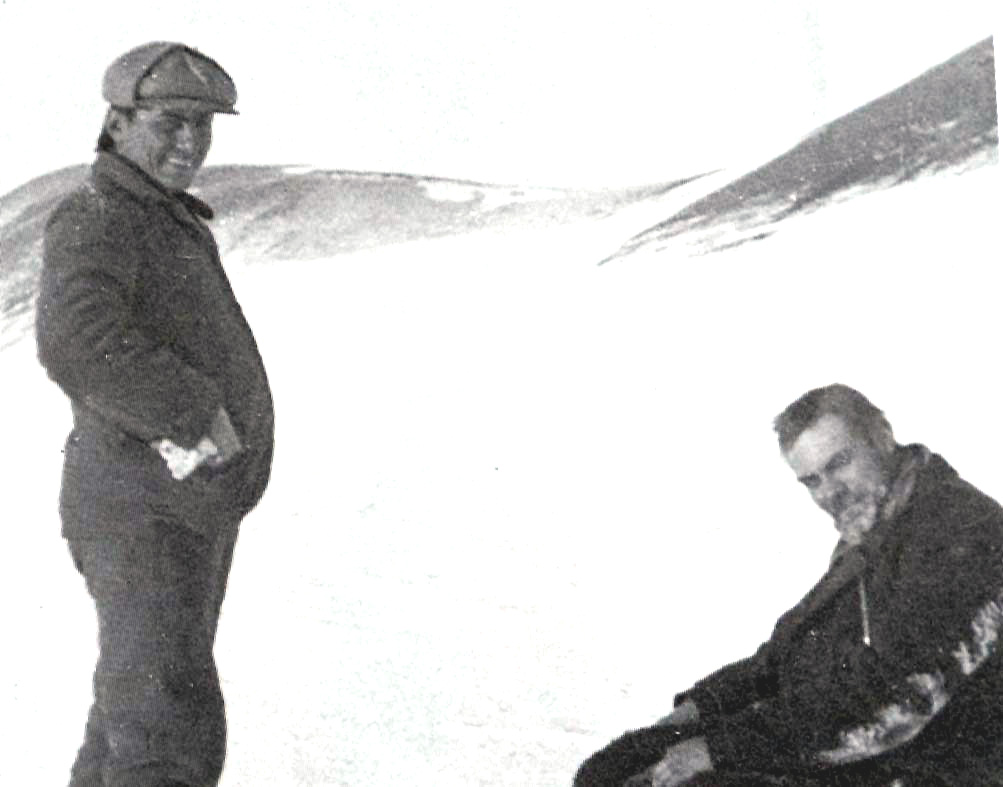
Szwedzka Wyprawa Antarktyczna: Otto Nordenskjöld (po prawej stronie) i José María Sobral, argentyński geolog

W latach 1901–1904 zorganizował i poprowadził wyprawę do Antarktyki, której celem były studia klimatyczne, badania geomagnetyzmu, a także badania z zakresu biologii, zoologii, glacjologii i hydrografii. Ekspedycja miała dotrzeć jak najdalej na południe na wschodnim wybrzeżu Półwyspu Antarktycznego na Ziemi Grahama. Wyprawa wyruszyła z Göteborga 16 października 1901 roku. Wskutek niezwykle trudnych warunków, wyprawa została rozdzielona na trzy grupy, które przetrwały zimę w trzech różnych lokalizacjach – w obozie zimowym w Snow Hill, w Zatoce Nadziei i na Paulet Island. Nordenskjöld spędził zimę z pięcioma towarzyszami w obozie na Snow Hill Island . Statek wyprawy „Antarctic” dowodzony przez norweskiego wielorybnika Carla Antona Larsena (1860–1924) utknął w lodzie w zatoce Erebus and Terror Gulf a 12 lutego 1903 roku zatonął na Morzu Weddella na wschód od Paulet Island. Uczestnicy ekspedycji zostali uratowani przez argentyński statek „Uruguay”. Pomimo niepomyślnego zakończenia ekspedycja została uznana za sukces z uwagi na dokonane odkrycia geograficzne i zmapowanie kolejnych obszarów Antarktydy.
W 1905 roku Nordenskjöld został profesorem geografii, wraz z geografią ekonomiczną i etnografią na uniwersytecie w Göteborgu, gdzie później został również prorektorem . W 1909 roku ponownie wybrał się na Grenlandię . Planował zorganizowanie kolejnej wyprawy antarktycznej, która nie doszła do skutku z uwagi na wybuch I wojny światowej .

### Ekspedycja do Ameryki Południowej (1920–1921)
Fundusze zebrane na wyprawę antarktyczną wykorzystał do sfinansowania kolejnej ekspedycji do Ameryki Południowej w latach 1920–1921 . Celem wyprawy były badania Andów w Peru i kontynuacja badań nad lodowcami w Patagonii .
Nordenskjöld został potrącony przed swoim domem przez autobus  i zmarł 2 czerwca 1928 roku w Göteborgu.

## Odznaczenia
- 1904 – Vegamedaljen przyznawany przez Svenska Sällskapet för Antropologi och Geografi (tłum. „Szwedzkie Towarzystwo Antropologów i Geografów”)[5]

## Upamiętnienie
Na cześć Nordenskjölda nazwano m.in. część wschodniego wybrzeża Ziemi Grahama na Półwyspie Antarktycznym – Nordenskjöld Coast i jęzor lodowca na Morzu Rossa – Nordenskjöld Ice Tongue.